# تاریخ برده‌داری

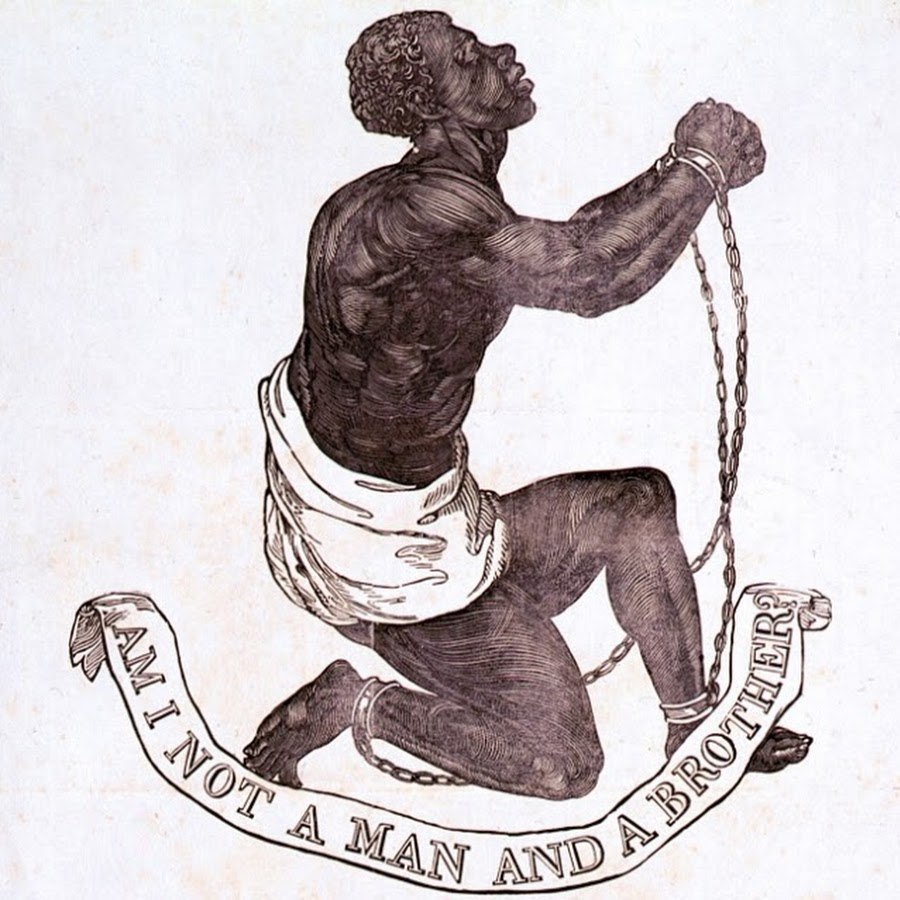
برده

تاریخ برده‌داری به تاریخِ تجارت برده از دورانِ باستان تا به امروز می‌پردازد. برده داری یک سیستمِ قانونی و به رسمیت شناخته بود که در آن انسان‌ها به‌شکلِ قانونی، ملک یا دارایی در نظر گرفته می‌شدند. می‌شد برده را خریداری کرده یا فروخت و مجبور به کار برای مالکِ برده، بدونِ هر گونه حقِ انتخاب (به اجبار) یا دستمزد کرد. در مستعمرات آمریکایی و دیگر نقاط، اغلب فرزندانِ یک مادرِ برده، بعنوانِ برده شناخته شده و به‌شکلِ برده به دنیا می‌آمدند.

## تاریخچه

### برده داری در دوران باستان
مدارک و شواهدِ برده داریِ کهن به پس از توسعهٔ کشاورزی و در جریان انقلاب نوسنگی در حدودِ ۱۱۰۰۰ سال پیش می‌رسد. نخستین سند در موردِ برده داری را می‌توان به قانون حمورابی (۱۷۶۰ پیش از میلاد) منسوب کرد که در آن به گشایشِ یک مؤسسه در این باره اشاره می‌شود.

### برده داری در اعراب
تجارت عربی برده در جهان عرب خصوصاً در غرب آسیا، شرق آفریقا و بخشهای مشخصی از اروپا (مثل ایبری و جنوب ایتالیا) در دوره سلطه عرب بر آنها رایج بود. این تجارت بر بازارهای برده خاورمیانه، شمال آفریقا و شاخ آفریقا متمرکز بود. مردم مورد معامله به نژاد، قومیت یا مذهب خاصی منحصر نبودند و خصوصاً در اولین روزهای این تجارت عربها و بربرها را شامل می‌شدند.

## برده داری در ادیان

### اسلام
در اسلام بردگی به دو صورت ایجاد می‌شود. یکی برده‌سازیِ کفار حربی از راهِ به اسارت درآوردنِ آنان و دیگری به صورت ارثی یعنی فرزندانِ بردگان را به بردگی گرفتن. پیامبر اسلام با این سخن که بدترین مردم آن‌است که مردم را می‌فروشد، مخالفت اسلام را با تجارت برده علنی کرد. با اینحال، وی کسی را که بنده خودش را بزند از بدترین مردم خوانده بود و نیز توصیه کرد که بندگان را عبد نخوانید بلکه مرد جوان (فتی) بخوانید. که اشاره به رسمیت شناختنِ بردگی در آن زمان دارد. پیامبر اسلام در همان آوان ظهور اسلام برده ها را از زیر یوغ بردگی کفار قریش خریده و آزاد میکردند چنانچه بلال حبشی را که یکی از بزرگان کفار قریش به بردگی گرفته بود و او را زیر شتم و کتک و شکنجه گرفته بود تا از اسلام و خدای اسلام و پیامبر اسلام منکر شود، تا حدی که بعد از شلاق زدن بسیار زیاد، سنگ بزرگی را بالای سینه  بلال گذاشتند تا او را به قتل برسانند که درین هنگام  ابوبکر  رسید و با یک مشت پول هنگفت بلال را از نزد اربابش خرید و آزاد کرد. حتی در قرآن کریم خداوند میفرماید که نیکی آن نیست روی های خود را سوی مشرق و مغرب بگردانید بلکه نیکی آنست که ایمان داشته باشید به الله و روز آخر، ملایک و کتب و پیامبرانش و بدهید مال تان را با وجودی که آنرا دوست دارید به اقارب تان، به یتیمان، مساکین و در راه مانده و در خلاصی گردن ها، یعنی آزادی اسیران و بردگان. اسیران جنگی نیز اگر مسلمان میشدند، از جانب مسلمانان آزاد میشدند، ولی کسی از مسلمانان حق نداشت با اسیران جنگی بر خورد زشتی نماید یا بر وی ظلم و ستم روا بدارد حتی پیامبر اعلان کرد که با اسیران برخورد نیک کنید و هرچه میخورید ایشان را نیز بخورانید و هرجا میخوابید ایشان را نیز در همانگونه بستر بخوابانید ولی مراقب شان باشید تا علیه اسلام و مسلمانان دسیسه نکنند.